# Caio Carrinas (cônsul em 43 a.C.)
Caio Carrinas (em latim: Gaius Carrinas) foi um político da República Romana eleito cônsul sufecto em 43 a.C. depois da formação do Segundo Triunvirato. Era filho do general e pretor da época de Caio Mário, Caio Carrinas. Embora nenhuma fonte antiga mencione a gente à qual ele pertencia, Havercamp supõe que "Carrinas" seja um cognome da gente Álbia.

## Carreira
Em 45 a.C., Carrinas foi enviado por Júlio César para combater na Hispânia contra Sexto Pompeu e o resto dos pompeianos que ainda lutavam contra sua ditadura. Carrinas fracassou e foi substituído por Caio Asínio Polião.
Depois do estabelecimento do Segundo Triunvirato, em 43 a.C., Carrinas, assim como Públio Ventídio Basso, foram nomeados cônsules sufectos para terminarem o ano (os cônsules sufectos anteriores eram Caio Júlio César Otaviano, que tornou-se um dos triúnviros, e Quinto Pédio, já falecido).
Em 41 a.C., Otaviano o nomeou governador da Hispânia, com poderes proconsulares, quando começou a guerra contra Boco II, rei da Mauritânia. Em 36 a.C., Otaviano o enviou, à frente de três legiões, para enfrentar Sexto Pompeu na província da Sicília. Dez anos depois, Carrinas foi nomeado governado proconsular das "Gálias", onde lutou com sucesso contra a revolta dos mórinos e outras tribos gaulesas, inclusive forçando os suevos a retornar para margem direita do Reno, um feito que lhe valeu um triunfo em 29 a.C.